# Список кодових імен продукції Intel
Intel за традицією дає кодові імена своїм розробкам на базі інтегральних схем з географічних назв (так вони не можуть бути зареєстровані як торгова марка ким-небудь ще) міст, річок або гір, що знаходяться недалеко від фабрик компанії Intel, відповідальних за відповідну схему. Значна частина цих місць знаходиться на заході Америки, переважно в штаті Орегон (де розробляється більшість проектів Intel, пов'язаних з процесорами). При відкритті лабораторій Intel за кордоном ця номенклатура була розширена для Ізраїлю та Індії. Деякі старі кодові імена присвоювалися на честь небесних тіл.
Для останніх моделей процесорів, призначених для домашніх комп'ютерів («десктопів»), існують деякі правила найменування. Так, наприклад, в серії Core 2 всі чотириядерні «десктопні» процесори мають імена, що закінчуються на field (наприклад, Kentsfield, Bloomfield і т. д.), а імена всіх «десктопних» двоядерних процесорів закінчуються на dale (наприклад, Wolfdale, Allendale, Arrandale).
Intel підтримує вебсайт http://ark.intel.com/ , на якому перераховані кодові імена для всіх вироблених продуктів.

## Таблиця
У таблиці перераховані відомі кодові імена, використані компанією Intel, з коротким поясненням їх значення і походження.
| Кодове ім'я    | Опис | Походження |
| -------------- | --- | --- |
| Alderwood      | чипсет Intel 925X/XE | Ймовірно названий по місцевості в окрузі Снохомиш, Вашингтон; |
| Aliceton       | наступник Tigerton | джерело невідоме |
| Allendale      | версія процесора сімейства Intel Core 2 | Allendale — назва кількох місць США; |
| Almador        | чипсет для Pentium III-M | ймовірно названий на честь округу Альмадор, Каліфорнія |
| Alviso         | мобільный чипсет для Pentium M (серии 915 Express) | Alviso — невелике містечко в Сан-Хосе, Каліфорнія, є найближчою місцевістю Сан-Хосе до штаб-квартири Інтел в Санта-Кларі. |
| Anchor Creek   | Smithfield + Lakeport/Glenwood | першоджерело невідоме, ймовірно це річка в Каліфорнії. |
| Aries          | чипсет Intel 420EX | ймовірно, Овен (сузір'я) |
| Arrandale      | раніше відомий як Auburndale. | першоджерело невідоме |
| Aruba          | чипсет Intel AR440BX | Ймовірно названо на честь Аруби, одного з Антильських островів у Карибському морі |
| Auburndale     | двоядерний мобільний процесор архітектури Nehalem, пізніше перейменований в Arrandale. | Auburndale — назва декількох місць в США. |
| Balboa         | чипсет Intel 440LX | ймовірно названий на честь Бальбоа, район міста Ньюпорт-Біч, округу Орандж, Каліфорнія. |
| Banias         | перший процесор сімейства Pentium M | Баніас, давнє місце на Голанських Висотах |
| Banister       | чипсет для Intel 440MX Pentium Pro/II/III | першоджерело невідоме |
| Bearlake       | спадкоємець 965-ї серії (P35 Express) | Ведмеже озеро, прісне озеро, що є кордоном Юти-Айдахо на заході США. |
| Beckton/Becton | процесор на основі Nehalem MP | невідомо, ймовірно, на честь Бекті Стріт у Кламат Фоллс, Орегон. |
| Bensley        | платформа Bensley = Demspey і Woodcrest / Clovertown + Blackford чипсет | з першоджерелом ясності немає; можливо, на честь Бенслі Флет, округ Мельхіор, Орегон, або Бенслі, містечко в окрузі Честерфілд, Вірджинія |
| Bigby          | чипсети для 45 нм 4-х і двоядерних процесорів під кодовою назвою Yorkfield і Wolfdale | першоджерело невідоме, можливо Бегбі Хот Спрінгс. |
| Blackford      | чипсет Intel 5000P/5000V/5000Z | Blackford — назва безлічі місць. Першоджерело невідоме. |
| Bloomfield     | процесори Intel Core i7 920/940/965XE | Bloomfield — назва декількох місць в США; дивись Bloomfield; можливо Північний Блумфілд, Орегон. |
| Boaz           | Мережевий контролер, частина платформи Montevina | ймовірно названо на честь Боаза, біблійного персонажа Старого Завіту. Як варіант також може бути місце з аналогічною назвою в штаті Алабама або Боаз, Міссурі. |
| Boazman        | гігабітний Ethernet-контролер | На івриті означає «час прийшов» |
| Bonnell        | обчислювальне ядро процесора Atom | Маунт Бонелл, Остін, Техас |
| Boxboro        | PCIe-шина другого покоління | Ймовірно названа на честь Боксборо, міста в окрузі Міддлессекс, Массачусетс |
| Breeds Hill    | чипсет i848P | ймовірно, названо на честь Брідс Хілл, місця Битви за Бункер Хілл під час Американської революції, розташованого в Чарльзтаунскому районі Бостона, Массачусетс |
| Bridge Creek   | Presler + Broadwater | Брідж Крік — назва декількох місць США, в штатах Оклахома, Вісконсин і Орегон. |
| Broadwater     | чипсети Intel P965/G965 Express | першоджерело невідоме; може бути названий на честь Бродуотер, села в окрузі Моррілл, Небраска. |
| Brookdale      | чипсети серій Intel 845 | ймовірно названо на честь Брукдейла, невеликого містечка в окрузі Санта Круз, штат Каліфорнія. |
| Bulverde       | Сімейство PXA27x процесорів Xscale | Булверде, місто в окрузі Комал, Техас. |
| Calexico       | Intel PRO/Wireless 2100 или 2200 (IEEE 802.11b) міні-PCI WiFi-адаптери, частина платформи Carmel | Калексіко, місто в окрузі Імперіал, Каліфорнія. |
| Calistoga      | Серія чипсетів Intel Mobile 945 Express, часть платформи Napa | Каллістога, місто в окрузі Напа, Каліфорнія. |
| Calpella       | мобільний варіант мікроархітектури Nehalem | Calpella, невелике селище в окрузі Мендосино, Каліфорнія |
| Camino         | Чипсет Intel 820 | Каміно, Каліфорнія. Невелике містечко в окрузі Ель Дорадо, Каліфорнія. |
| Caneland       | Платформа на базі Xeon MP, в якій використовуються процесори на базі Tigerton Core 2. Має чотири виділених FSB-з'єднання типу точка-точка з контролером пам'яті. | першоджерело невідоме |
| Canmore        | Система на кристалі для споживчої електроніки; спадкоємець CE2110, але заснований на наборі x86-інструкцій, а не на архітектурі ARM | ймовірно, названо на честь Кенмор, Альберта |
| Canterwood     | Чипсет Intel 875P | першоджерело невідоме |
| Cantiga        | чипсет, частина Montevina | першоджерело невідоме |
| Carmel         | перше покоління платформи Centrino на основі чипсета для Pentium II/III / Celeron | Кармел-бай-Сі, маленьке містечко з великою культурною історією, розташований в районі півострова Монтерей. |
| Cascades       | друга версія Pentium III Xeon | Каскад Рендж, високогірна область в західній частині Північної Америки, що тягнеться від півдня Британської Колумбії через Вашингтон і Орегон до Північної Каліфорнії.                                                                                             |
| Caswell        | процесорна технологія для WiFi, вбудована в блок контролерів вводу-виводу ICH6W | першоджерело невідоме |
| Cedar Mill     | остання ревізія Pentium 4 | Седар Мілл, невелике поселення в окрузі Вашингтон, Орегон, захід Вілламет Стоун. |
| Chevelon       | Процесор вводу-виводу Intel IOP342 | Ймовірно названо на честь місця в Аризоні |
| Chivano        | перший процесор лінійки Itanium, вироблений по техпроцесу 95 нм | першоджерело невідоме |
| Clackamas      | останнє найменування для проекту Intel 64, який спочатку називався Yamhill | Клекамас Рівер, річка в Орегоні |
| Clarkdale      | Раніше відомий як Havendale | Першоджерело невідоме |
| Clarksboro     | Чипсет Intel E7500 для платформи Caneland | З першоджерелом ясності немає. Імовірно, Кларксборо — історична область округу Глочестері, Нью-Джерсі |
| Clarksfield    | Чотириядерний мобільний процесор на основі архітектури Nehalem | Кларксфілд — Тауншип в окрузі Гурон, Огайо, США. |
| Clovertown     | Чотириядерний процесор серії Xeon (чотирьохядерна версія Woodcrest, що складається з двох процесорів Woodcrest, об'єднаних в один мультичиповий модуль) | першоджерело невідоме |
| Colusa         | Чипсет для процесорів Xeon | названий на честь м. Колуза, Каліфорнія або на честь округу, в якому розташоване це місто. |
| Conroe         | десктопний варіант процесорів першого покоління Intel Core 2 Duo | Конрой, Техас |
| Coppermine     | Друге покоління процесорів Pentium III | Коппермайн — річка на північному заході Канади. |
| Copperriver    | Чипсети на основі моделей лінійки Grantsdale / Alderwood | Коппер Рівер (Аляска) або Етна Рівер — річка в південній частині центральної області Аляски в США |
| Cougar Point   | Нащадок Clarkdale | |
| Covington      | процесор Celeron першого покоління | Ковінгтон — назва безлічі місць в США. У даному випадку, ймовірно, мається на увазі місто в окрузі Кінг, Вашингтон. |
| Cranberry lake | заміна Bensley-VS | Кренбері Лейк — озеро в горах Едірондек і міському парку Едірондек в Нью-Йорку |
| Cranford       | мультипроцесорна версія Ноконі | першоджерело невідоме; |
| Crestine       | чипсет для Yonah; спадкоємець мобільних чипсетів Express 945GM и 945PM | першоджерело невідоме |
| Crestline      | чипсет Intel Mobile 965 Express | Кілька місць у США носять назву Крестлайн. Ймовірно тут мається на увазі Крестлайн, Каліфорнія — місце в горах Сан Бернардіно. |
| Dana Point     | бездротова мережева карта для платформи Montevina, підтримує WiMAX | Дана Пойнт — місто на півдні округу Орандж, Каліфорнія |
| Danbury        | ядро захисту даних для чипсетів Eaglelake | Денбурі — назва декількох місць в США. |
| Deerfield      | четверта версія Itanium 2 | Дірфілд — назва декількох місць в США. |
| Dempsey        | серія процесорів Dual-Core Xeon 5000 | першоджерело невідоме |
| Deschutes      | друге покоління процесорів Pentium II | Дешатс (округ), Орегон або, що ймовірніше, Дешатс Рівер, річка, що протікає через штат. |
| Diamondville   | одноядерний процесор з частотою 1,6 ГГц за технологією 45нм | Даймондвіль — місто в окрузі Лінкольн, Вайомінг. |
| Dimona         | здвоєна версія процесора Tukwila | Дімона — ізраїльський місто в пустелі Негев |
| Dixon          | мобільний Pentium II PE («Performance Enhanced») | Діксон — назва безлічі місць в США. У даному випадку, можливо, мається на увазі місто в окрузі Солано, Каліфорнія. |
| Dothan         | процесор серії Pentium M, нащадок Banias | Дотан — стародавнє місто в Ізраїлі |
| Drake          | Перший процесор серії Xeon, випущений в 1998 як Pentium II Xeon | першоджерело невідоме |
| Dunnington     | Шестиядерний нащадок Tigerton, виконаний за технологією 45 нм | першоджерело невідоме; Даннінгтон — село в Йоркширі (Велика Британія), але навряд чи малося на увазі саме воно. |
| Eaglelake      | Серія чипсетів для Intel 4 | Ігл Лейк — назва безлічі місць в Північній Америці, в тому числі і місто в Техасі |
| East Fork      | Платформа Intel для цифрового будинку на основі ПК | Іст Фок — назва декількох місць в США, включаючи одне в Каліфорнії (мається на увазі східне узбережжя Карсон Рівер). |
| Echo Peak      | бездротова мережева карта для платформи Montevina з підтримкою WiMAX и 802.11b/g/n | Ехо Пік — гора в Сьєрра-Невада на захід від озера Тахо, на кордоні з Дезоли Вайлдернесс в окрузі Ель Дорадо, Каліфорнія. |
| Emerald Bay    | чипсет Intel EB440BX | Емеральд Бей — затока на західній стороні Тахо (озеро) в Каліфорнії |
| Ephraim        | Твердотільний накопичувач серії X25 | Єфрем — назва декількох місць в США |
| Evans Peak     | бездротовий мережевий модуль для платформи Moorestown з підтримкою WiMAX/Wi-Fi/GPS | немає точних відомостей, існує безліч Еванс Пік в США |
| Fanwood        | п'ята версія Itanium 2 | можливо, Фенвуд — невелике містечко в штаті США Нью-Джерсі |
| Foster         | Початковий варіант 32-бітного процесора Xeon на основі архітектури NetBurst | Фостер — назва декількох місць в США. Можливо, мається на увазі Фостер, Орегон. |
| Foxhollow      | чипсет для робочих станцій і серверів на платформі Ibex Peak | джерело невідоме |
| Foxton         | технологія управління живленням, спочатку планувалася до включення до Montecito | Фокстон — назва декількох місць в Англії та Новій Зеландії. Місця в США з даними назвою невідомі. |
| Gainestown     | чотириядерний процесор на основі мікроахітектури Nehalem | можливо названий на честь Gainestown штат Alabama |
| Gallatin       | Pentium 4 Extreme Edition | Галлатін — назва декількох місць в США. Першоджерело невідоме |
| Gallaway       | Presler/Cedarminll + Glenwood | Ймовірно, названо на честь Геллевей, Каліфорнія |
| Garlow         | заміна однопроцесорної платформи Wyloway | першоджерело невідоме |
| Gaston         | бездротова мережева технологія Intel | Гастон — місто в окрузі Вашингтон, Орегон, США |
| Geneseo        | спільне IBM/Intel розширення PCI Express | Генезео — назва декількох місць в США. Не зовсім ясне першоджерело, так як немає визначеності в тому, чиє це кодове ім'я (Intel або IBM). |
| Gesher         | процесорна мікроахітектура за технологією 32-нм, спадкоємець Nehalem | Названо єврейським словом, що позначає «міст». Оскільки Gesher — також назва політичної партії в Ізраїлі, Intel згодом змінила назву на Sandy Bridge. |
| Gilgal         | чип з підтримкою Gigabit Ethernet | Гілгал — місце, згадуване в Біблії (Нав. 8:33) |
| Gilo           | мобільний процесор на основі мікроархітектури Nehalem | ймовірно названий на честь гори Гіло, розташованої неподалік від Єрусалиму |
| Glenwood       | чипсет Intel 955X/975X | Гленвуд — назва декількох місць в США. У даному випадку, можливо, мався на увазі Гленвуд, Вашингтон. |
| Glidewell      | складова частина серверної платформи Bensley | першоджерело невідоме |
| Golan          | Intel PRO/Wireless 3945ABG mini-PCIe WiFi адаптер, частина платформи Napa | Голанські висоти — плато на кордоні Ізраїлю, Лівану, Йорданії та Сирії |
| Granite Bay    | чипсет для Pentium 4 (Inte E7205) | Грен Бей — місце в окрузі Плейсер, Каліфорнія. |
| Grantsdale     | чипсет Intel 915 Express | першоджерело невідоме; можливо, названо на честь Грентсдейл, Монтана. |
| Greencreek     | чипсет Intel 5000X | Грінкрік — назва міста в окрузі Айдахо, штат Айдахо. |
| Gulftown       | Core i7, оснований на Westmere | першоджерело невідоме |
| Harpertown     | чотирьохядерний процесор, виготовлений за технологією 45-нм | Харпертаун — місце в окрузі Керн, Каліфорнія. |
| Havendale      | десктопная версія Auburndale, згодом названа Clarkdale | першоджерело невідоме |
| Haswell        | восьмиядерний процесор на основі мікроархітектури Ivy Bridge | може бути названо на честь Хезвелл, Колорадо |
| Hondo          | третя версія Itanium 2 | Хондо — округ, підлеглий округу Медіна, Техас? |
| Ibex Peak      | чипсет для процесорів Lynnfield и Havendale | поселення в окрузі Айна, Каліфорнія |
| Irwindale      | друга версія 64-бітного процесора Xeon | Ірвіндейл — місто в окрузі Лос-Анджелес, Каліфорнія. |
| Ivy Bridge     | 22-нм мікроархітектура, спадкоємець Sandy Bridge | першоджерело невідоме |
| Jayhawk        | Xeon-ова частина Tejas | першоджерело невідоме |
| Juneau         | чипсет Intel JN440BX | Джуно — столиця штату Аляска |
| Katmai         | перший процесор Pentium III | Ймовірно, названо на честь Катмай — вулкана в національному парку Катмай на Алясці, де в 1912 відбулося велике виверження. Випадково, Катмай також є кодовим ім'ям проекту корпорації Майкрософт: наступний випуск Microsoft SQL Server.                           |
| Kedron         | Intel PRO/Wireless 4965AGN IEEE 802.11 a/b/g/n mini-PCIe WiFi-адаптор | ймовірно названо на честь Кедрон — долини неподалік від Єрусалиму. |
| Kenai          | LAN-чип | ймовірно названо на честь одного з декількох місць на Алясці, званого Кенаї |
| Kentsfield     | перша чотирьохядерна версія процесора Core 2 | першоджерело невідоме |
| Keifer         | міні-ядро | першоджерело невідоме |
| Kevet          | міні-ядро | місце в Вентура (округ), Каліфорнія |
| Kikayon        | версія процесора Intel Core | Кікайон — єврейська назва рослини, згадуваного в «Заповіті» від Іоанна |
| Kings Creek    | чипсети серії P на платформі Ibex Peak | Кінгс Крік — струмок у Лассен Пік, Каліфорнія |
| Kinneret       | LAN-чип | Ям Киннерет (Тіверіадське озеро, Тіверіадське море, Генісаретське озеро) — найбільше прісноводне озеро Ізраїлю |
| Kittson        | Дев'яте покоління процесора Itanium | можливо, названо на честь Кітсон (округ), Міннесота |
| Klamath        | процесор першого покоління Pentium II | Кламат — назва річки, яка протікає територією Орегона і Каліфорнії, а також назва сусідніх округів цих штатів. |
| Kyrene         | чипсет, що відноситься до сімейства Brookdale | Кайрін — поселення в штаті Аризона |
| LaGrande       | Intel Trusted Execution Technology — набір компонентів безпеки | Ла Гранде — місто в окрузі Юніон, Орегон |
| Lakeport       | чипсет Intel 945 Express | Лейкпорт — назва декількох місць в США. Можливо, в даному випадку йшлося про Лейкпорт (Каліфорнія), округ Лейк. |
| Langwell       | частина SOC-платформи Moorestown для UMPC і інтернет-планшетів, що відповідає за введення-виведення. | першоджерело невідоме |
| Larrabee       | міні-ядро | Ларрабі — місто в окрузі Черокі, Айова, США або місто в окрузі Вопака, Вісконсин, США. |
| Lincroft       | SoC- частина платформи Moorestown для UMPC і інтернет-планшетів | Лінкрофт — частина міста Мідлтаун (Нью-Джерсі), округ Монмут |
| Lindenhurst    | чипсет для Dual Xeon | Лінденхерст — назва декількох місць в США. першоджерело невідоме |
| Little River   | чипсет Intel 945GU Express | Літл-Рівер — назва декількох місць в США, включаючи місто в окрузі Мендосино, Каліфорнія і річку в Орегоні. |
| Lynnfield      | чотирьохядерний процесор Nehalem, спадкоємець Bloomfield | Ліннфілд — місто в окрузі Ессекс, Массачусетс. |
| Madison        | друга версія Itanium 2 | Медісон — назва декількох місць в США. першоджерело невідоме |
| Marathon       | графічний прискорювач Intel 2700G | першоджерело невідоме |
| Matanzas       | Мобільна версія Santa Rosa на сокеті Socket P для вбудованих систем. Документ «Santa Rosa for Embedded Market» згадує предрелізну версію, доступну з травня 2006 року. | першоджерело невідоме |
| McCaslin       | Intel Ultra Mobile Platform 2007 | першоджерело невідоме |
| McCreary       | третє покоління vPro | можливо, названо на честь Маккрірі (округ), Кентуккі |
| McKinley       | перший процесор Itanium 2 | МакКінлі (гора) або Деналі на Алясці — найвища гірська вершина в Північній Америці. |
| Medfield       | 32-нм версія Intel Atom | можливо, названо на честь Медфілд, Массачусетс |
| Mendocino      | друге покоління процесорів Celeron | Мендосино — переписна ділянка в Мендосино (округ), Каліфорнія |
| Menlow         | процесори-спадкоємці серії A100 для UMPC та інтернет-планшетів | першоджерело невідоме |
| Merced         | перша версія процесора Itanium | Мерсед (річка) або Мерсед (озеро), Каліфорнія |
| Mercury        | Чипсет Intel 430LX | планета Меркурій |
| Merom          | перша мобільна версія процесора Core 2 | Мером-Лейкус — озеро в долині Хула, Ізраїль |
| Millington     | Двоядерний процесор Itanium 2 | Першоджерело точно невідоме. Міллінгтон — міста в окрузі Кент і окрузі Королеви Анни (Меріленд), але також і назва ще безлічі місць. |
| Millville      | урізана версія Allendale | Мілвіль — назва декількох місць в США; в даному випадку, можливо малося на увазі Мілвіль, Каліфорнія. |
| Monahans       | нащадок Bulverde | Монаханс — місто в Техасі; місце в окрузі Уорд. |
| Montara        | мобільна серія чипсетів 852/855 | Монтара — переписна ділянка в окрузі Сан-Матео, Каліфорнія |
| Montecito      | ревізія процесора Intel Itanium 2 | Монтесіто, Калифорнія |
| Montevina      | платформа Intel Centrino 2 | Монтевіна — джерело в Сьєрра-Футхіллс, що отримав назву на честь італійського слова, що означає гірське вино. |
| Montvale       | оновлена версія Montecito Itanium 2 | Монтваль, Нью-Джерсі ? |
| Moorestown     | Нащадок Menlow | Першоджерело точно невідоме. Мурстаун — місце, розташоване в окрузі Лоуренс, Індіана. Також існують і інші місця з аналгічною назвою. Також може мати місце натяк на Гордона Мура — одного із засновників Intel і автора закону Мура.                              |
| Morgan Hill    | чипсет i865GV | Морган-Хілл — місто, розташоване в південній частині округу Санта-Клара, Каліфорнія |
| Mount Prospect | чипсет Intel MP440BX | Маунт-Проспект — село в окрузі Кук, Іллінойс |
| Mukilteo       | чипсет для однопроцесорних серверів | Мукільтео — місто в окрузі Снохомиш, Вашингтон |
| Napa           | третє покоління платформи Centrino | Напа — округ, Каліфорнія — батьківщина відомо сорти вина Napa Valley. |
| Natoma         | чипсет для Pentium Pro/Pentium II | переписна ділянка в окрузі Сакраменто, Каліфорнія. Неподалік від озера Натома. |
| Nehalem        | процесорна мікроархітектура, розроблена корпорацією Intel, яка є спадкоємцем Penryn | Архітектура може бути названа на честь Нехалім — міста в окрузі Тілламук, Орегон, або річки |
| Neptune        | чипсет Intel 430NX | планета Нептун |
| Nineveh        | Ethernet-контроллер. Single Port Gigabit PHY з використанням GLCI/LCI. | Ніневія — одне з найважливіших міст стародавньої Ассирії, згаданий в книзі пророка Іони |
| Nocona         | перша версія 64-бітного процесора Xeon | Нокона — місто в окрузі Монтаг, Техас |
| Northwood      | друге покоління процесора Pentium 4 | Нортвуд — назва декількох місць в США |
| Odem           | чипсет Intel 855PM | Одем — гора в Голанських Висотах |
| Orion          | чипсет серії Intel 450 | ймовірно, названо на честь Оріон (сузір'я) |
| Paxville       | перший двоядерний Xeon | Паксвіль — місто в окрузі Клерендон, Південна Кароліна |
| Penryn         | друге покоління мобільного процесора Core 2 Duo | Пенрін, Каліфорнія — місто з населенням близько 2,000, що живе в основному за рахунок гранітної каменоломні. |
| Piketon        | чипсет Q-серії на платформі Ibex Peak | Пайктон — село в окрузі Пайк, Огайо, США |
| Pine Trail     | мобільна платформа, що включає в себе Pineview CPU і південний міст Tiger Point | можливо, що це відсилання до Pineview — мобільного процесора, випущеного раніше |
| Pineview       | процесор для платформи Lincroft, розрахованої на мобільні пристрої | першоджерело невідоме. Існує місто в США (штат Джорджія) з назвою Пайнвью. |
| Placer         | чипсет для Xeon | Пейсер (округ), Каліфорнія |
| Plumas         | чипсет для Xeon | Пламас (округ), Каліфорнія |
| Potomac        | MP-версія Nocona | Потомак (річка), що протікає через Західну Вірджинію, Меріленд, і Вашингтон (округ Колумбія). |
| Poulsbo        | друге покоління чипсета для UMPC | Пулсбо — прибережне місто в окрузі Кіцап, Вашингтон, США. Названий на честь норвезького міста зі схожою назвою, але з помилкою в назві. Помилка була допущена при відкритті поштового відділу, в результаті чого місто і отримало свою офіційну назву в 1886 році. |
| Poulson        | майбутнє покоління процесорів сімейства Itanium 2, очікуване в 2009 році як заміна Tukwila | першоджерело невідоме |
| Prescott       | Третя версія процесора Pentium 4 | Прескотт — назва декількох місць в США, включаючи місто в Орегоні. |
| Presler        | Двоядерний процесор на базі Pentium 4 (65-нм технологія) | першоджерело невідоме |
| Prestonia      | Друга версія 32-бітного процесора Xeon | Престон, п'ятимильна (8 км) південно-східна зона по сусідству з діловим центром Луїсвілля, Кентуккі? |
| Reidland       | Сімейство процесорів Xeon, яка є спадкоємцем платформи Truland | Ймовірно, названо на честь Рейдленд — переписної ділянки в окрузі Маккракен, Кентуккі |
| Richford       | Платформа Richford = Tukwila/Poulson + чипсет Rose Hill | Річфорд — назва декількох місць в США: у штатах Нью-Йорк, Вісконсин, Вермонт. |
| Robson         | технологія кешування на основі застосування флеш-пам'яті типу NAND | Можливо, Робсон (гора) — найвища вершина канадських гір. |
| Rochester      | чипсет Intel RC440BX | Рочестер — назва безлічі місць в США. У даному випадку може матися на увазі приписна ділянка в окрузі Торстон, Вашингтон |
| Salt Creek     | платформа на базі процесорів Core 2 Quad Q6600 і Core 2 Duo | Солт-Крік — назва декількох місць в США. |
| San Clemente   | Чипсет для LV- и ULV-версій двоядерних процесорів Xeon | Сан-Клементе — місто в окрузі Орандж, Каліфорнія |
| Sandy Bridge   | Процесор, раніше відомий як Gesher | першоджерело невідоме |
| Santa Rosa     | четверте покоління платформи Centrino | Санта-Роза, Каліфорнія |
| Saturn         | чипсет Intel 420TX | планета Сатурн |
| Seaburg        | нащадок чипсета 5000p | Сібург — назва міста в окрузі Айдахо. |
| Seattle        | чипсет Intel 440BX | Сієтл — найбільше місто в Тихоокеанському північно-західному регіоні США. Розташований в окрузі Кінг. |
| Shelton        | процесор Celeron M | Шелтон — місто в окрузі Мейсон, Вашингтон |
| Shiloh         | бездротовий модуль, частина Montevina | Shiloh — біблійне поселення, яке дало назву Шилох ріці в гірській області Самарії. Також назва декількох місць в США. |
| Shirley Peak   | WLAN-модуль без підтримки WiMax, раніше відомий як Dana Point | Ширлі-Пік — гора в гірській гряді Грінхорн в Сьєрра-Невада на північний захід від озера Ізабелла. |
| Sibley         | 90-нм багаторівнева флеш-пам'ять на основі технології NOR | можливо, названо на честь гори Сіблі в окрузі Сьєрра, Нью-Мексико |
| Silverdale     | особливості віртуалізації процесорів Intel | Сільвердейл — приписна ділянка в окрузі Кіцап, Вашингтон |
| Silverthorne   | процесор, розроблений для UMPC і спадкоємець Stealy. | можливо, названий на честь Сільверторн, Колорадо. |
| SkullTrail     | двопроцесорна система, відповідь на AMD Quad FX, призначена для ігор | назва, швидше за все, пов'язано з Bonetrail, материнською платою Intel |
| Smithfield     | перша версія процесора Pentium D | Смітфілд — назва декількох місць в США. |
| Sodaville      | SoC-продукт для споживчої електроніки, що випускається з 2009 року | Содавілль — місто в окрузі Лінн, Орегон, США |
| Solano         | чипсет Intel 815E/EP | Солано (округ), Каліфорнія |
| Sonoma         | друге покоління платформи Centrino | Сонома — назва міста, округу, долини і річки в Північній Каліфорнії. |
| Sossaman       | двоядерний Xeon LV (Low Voltage) (тобто енергоекономічний) | першоджерело невідоме |
| Springdale     | чипсет 865 для Pentium 4 | Спрингдейл — назва декількох місць США. |
| Stealy         | одноядерний мобільний чип | можливо, названий на честь Стилі, Оклахома |
| Stoakley       | платформа Stoakley = Harpertown + чипсет Seaburg | Стоклі -назва міста в Ірландії і Меріленді, США. |
| Stoutland      | процесор з інтегрованим контролером пам'яті | Можливо, названий на честь Стаутленд — села в округах Камден і Леклід, Міссурі |
| Sunrise Lake   | процесор введення-виведення Intel IOP348 | Першоджерело точно не визначено. Санрайз (озеро) — водойма в окрузі Стреффорд на сході Нью-Гемпшира, неподалік від міста Міддлтон. |
| Tanglewood     | версія процесора Itanium, нащадок Montvale | Тенглвуд — багатий і культурний район у Ленокс і Стокбрідж, Массачусетс, а також місце в Х'юстоні, Техас. |
| Tanner         | перша версія Pentium III Xeon | Таннер, в даному випадку, може означати місце в окрузі Кінг, Вашингтон. |
| Tehama         | чипсет Intel 850/850E | Тегам (гора) — древній вулкан на півночі Каліфорнії. |
| Tejas          | мікропроцесор Intel, наступник останнього процесора Pentium 4 з ядром Prescott | Дане слово має безліч значень. |
| Thurley        | платформа Thurley = Gainestown CPU + чипсет Tylersburg | Можливо, названо на честь сімейства Терлі |
| Tiger Point    | південний міст чипсета для платформи Atom | першоджерело невідоме |
| Tigerton       | чотирьохядерний процесор (з підтримкою мультипроцесорності), призначений для заміни Whitefield | Тайгертон — село в окрузі Шавано, Вісконсин? |
| Timna          | Скасований SoC-проект на базі x86 | Тимна — місто на півдні Ізраїлю. Найстаріший мідний рудник в світі (Timna заснований наCoppermine). |
| Tolapai        | SoC-система на базі x86 | можливо, Толапаї-Спринг, Аризона |
| Tonga          | процесор Pentium II Mobile | Невідомо |
| Triton         | чипсет Intel 430FX | можливо, на честь Тритон — місто в Вашингтоні, США. |
| Truland        | платформа Truland = Paxville/Tulsa + чипсет E8501 | першоджерело невідоме |
| Trumbull       | 180-нм багаторівнева флеш-пам'ять типу NOR | гора Трумбулл в окрузі Мохаве, Аризона |
| Tualatin       | третє покоління процесора Pentium III; також є назвою похідного четвертого покоління процесорів Celeron, кодове ім'я «Tualeron» | Туалатін (долина) або Туалатін (річка) в Орегоні, де знаходиться безліч великих фабрик Intel |
| Tukwila        | перейменований Tanglewood, перейменування відбулося після того як Tanglewood Music Center в Массачусетсі надіслав лист | Туквіла, Вашингтон |
| Tulloch        | Intel i855 | Туллок — назва резервуару в Тулумні (округ), Каліфорнія |
| Tulsa          | серія 7100, поліпшена версія Paxville MP | Тульса — другий за величиною місто в штаті Оклахома, а також назва округу. |
| Tumwater       | чипсет для Dual Xeon | Тумуотер — місто в окрузі Терстон, Вашингтон, поряд з річкою Дешутес. |
| Twin Castle    | чипсет Intel E8500 | першоджерело невідоме |
| Tylersburg     | чипсет X58, нащадок X38, X48 и P45 | Можливо, названо на честь одного з містечок в Пенсильванії |
| Tyax           | 130-нм багаторівнева флеш-пам'ять на базі NOR | можливо, гора Тайакс в горах Чілокотін Британської Колумбії, Канада |
| Val Vista      | контролер вводу-виводу Intel IOC340 | першоджерело невідоме |
| Vanderpool     | технологія віртуалізації на базі x86 | Вандерпул — маленьке поселення в окрузі Бандера, Техас. |
| Warm Springs   | чипсет Intel WS440BX | Ворм-Спрінгс — назва декількох місць в США. У даному випадку, можливо, мається на увазі Ворм-Спрінгс — розрізнені поселення в індіанській резервації в Орегоні |
| Westmere       | 32-нм версія Nehalem | Можливо, названо на честь Вестмер — село в окрузі Олбані, Нью-Йорк |
| Whitefield     | чотирьохядерний процесор, частково заснований на Woodcrest, що використовує нову шину Common System Interface (CSI). Цей проект був скасований і замінений процесором Tigerton на платформі Caneland. Технологія CSI з'явилася тільки в 45-нм процесорах втрого покоління Nehalem. | Вайтфілд — назва декількох місць в США, Індії та Великій Британії. |
| Whitney        | чипсет серії Intel 810 | Уїтні — назва декількох місць в США, включаючи Орегон, Техас і Гора Уїтні — найвища вершина в околицях США. |
| Willamette     | перший Pentium 4 | Вілламетт — річка або долина в Орегоні, де знаходиться велика кількість виробничих потужностей Intel |
| Windigo        | WWAN — доступ в Інтернет через стільникові мережіHSDPA | Віндіго? |
| Woodcrest      | двоядерний Xeon DP | Вудкрест — переписна ділянка в окрузі Ріверсайд, Каліфорнія |
| Wolfdale       | 45-нм десктопний двоядерний процесор (заснований на Penryn — 45-нм версії архітектури Core 2 Duo) | можливо, Вольфдейл — переписна ділянка в окрузі Вашингтон, Пенсильванія |
| Wyloway        | платформа для однопроцесорних робочих станцій | Можливо, названий на честь Вайловей — поселення в штаті Джорджія, США |
| Yamhill        | архітектура Intel 64 CPU | Ямхілл — назва декількох місць і географічних місцевостей в Орегоні; в даному випадку, найімовірніше, річка в долині Вілламетт, Орегон. |
| Yonah          | лінійка Intel Pentium M, вийшла після Banias і Dothan, отримала назву Intel Core | Йона — по єврейськи означає «голуб», так як розробка велася в Intel Development Center Israel. |
| Yorkfield      | 45-нм версія процесорів Yorkfield Core 2 Quad і Core 2 Duo. | першоджерело невідоме |
| Xeon           | серія серверних процесорів | названо на честь Сіону, одного з пагорбів, на якому стоїть Єрусалим |